# ماكروغول

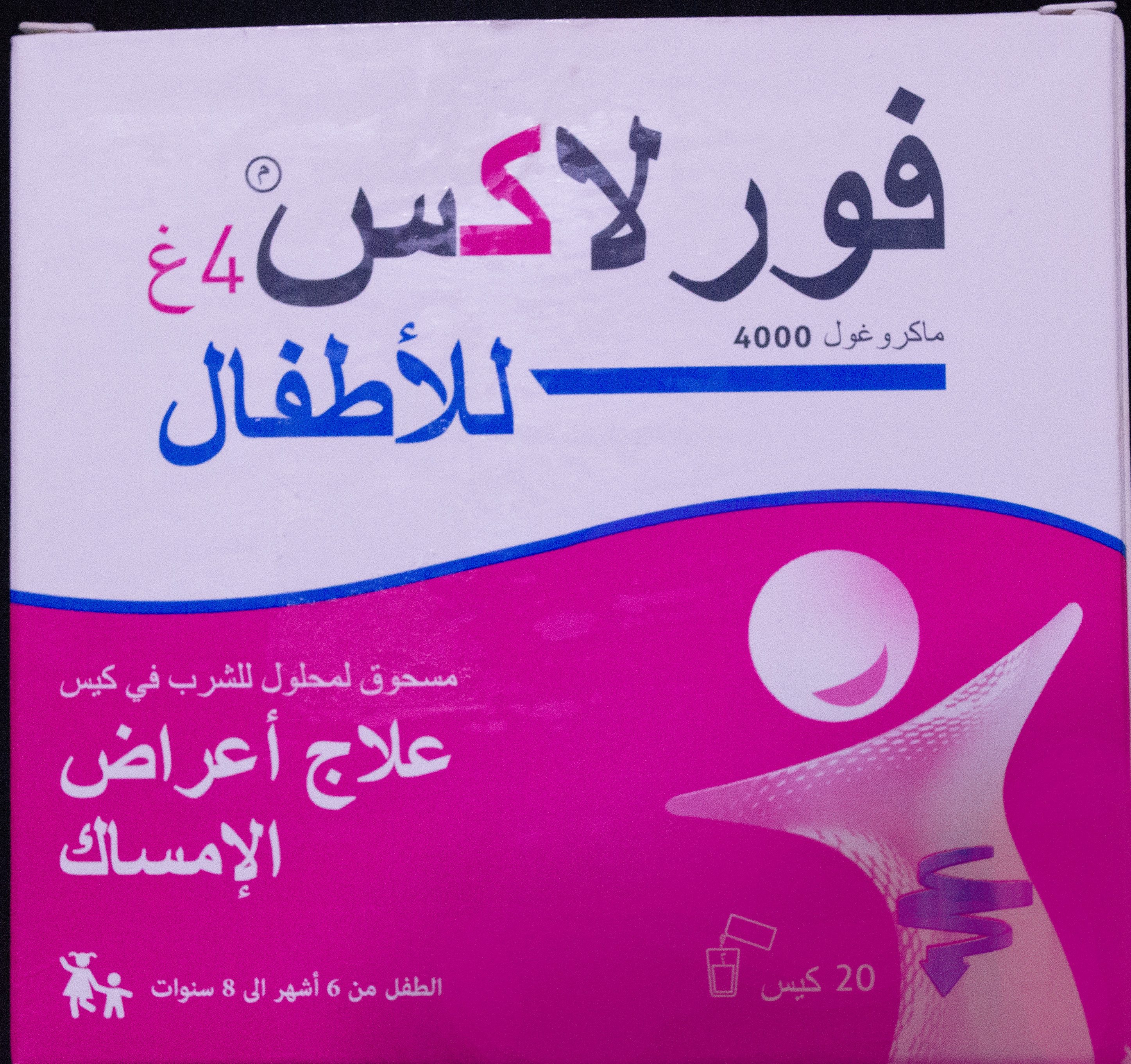
أكياس ماكروغول 4غ معَ سوربيتول وَثنائي أكسيد الكبريت.

يستخدم ماكروغول ، المعروف أيضًا باسم البولي إيثيلين جلايكول ( PEG ) ، كدواء لعلاج الإمساك لدى الأطفال والبالغين. كما أنه يستخدم لتفريغ الأمعاء قبل إجراء تنظير القولون (منظار للقولون) . يؤخذ عن طريق الفم. عادة ما تحدث الفوائد في غضون ثلاثة أيام. بشكل عام ، ينصح باستخدامه لمدة تصل إلى أسبوعين فقط.
قد تشمل الآثار الجانبية زيادة غازات الأمعاء وآلام البطن والغثيان. قد تشمل الآثار الجانبية النادرة والخطيرة عدم انتظام ضربات القلب والنوبات ومشاكل الكلى . يبدو أن الاستخدام آمن أثناء الحمل . يُصنف على أنه ملين اسموزي. وهو يعمل عن طريق زيادة كمية الماء في البراز.
بدأ استخدام ماكروغول كمستحضر للأمعاء في عام 1980 وتمت الموافقة عليه للاستخدام الطبي في الولايات المتحدة في عام 1999. إنه متوفر كدواء عام وبدون وصفة طبية . في المملكة المتحدة يكلف هيئة الخدمات الصحية الوطنية NHS حوالي 0.14 جنيه إسترليني للجرعة اعتبارًا من عام 2019. في الولايات المتحدة ، تبلغ تكلفة الجملة لهذه الكمية حوالي 1.40 دولار أمريكي. في عام 2017 ، كان الدواء رقم 162 الأكثر شيوعًا في الولايات المتحدة ، مع أكثر من ثلاثة ملايين وصفة طبية. عادة ما يتم تركيبه صيدلانيًا مع المحاليل الكهرلية .